# Dumitru Dediu
Dumitru Dediu (n. Mitică Dediu), (n. 12 mai 1942, Galați, România – d. 1 iulie 2013), a fost un cosmonaut român.

## Început de carieră
Dumitru Dediu s-a născut la data de 12 mai 1942, în orașul Galați, primind la naștere numele de Mitică Dediu. A studiat la Colegiul Național „Vasile Alecsandri” din Galați, ale cărui cursuri le-a absolvit în anul 1961. Urmează apoi cursurile Școlii de ofițeri de aviație „Traian Vuia” de la Mediaș și ulterior și cursurile Academiei Tehnice Militare din București, obținând diploma de inginer electronist.
A fost pasionat de avioane și de zborurile acestora încă de când era copil, fără să bănuiască surprizele pe care avea să i le rezerve viața. „Îmi amintesc că, încă din primele clase primare, mergeam la aerodromul din Galați la mitingurile de aviație, care mă fascinau de-a dreptul”, a povestit ulterior Dumitru Dediu.
După absolvirea Academiei Militare a lucrat ca ofițer de aviație în cadrul Armatei Române, avansând treptat până la gradul de căpitan.

## Selecționat în echipa de cosmonauți români

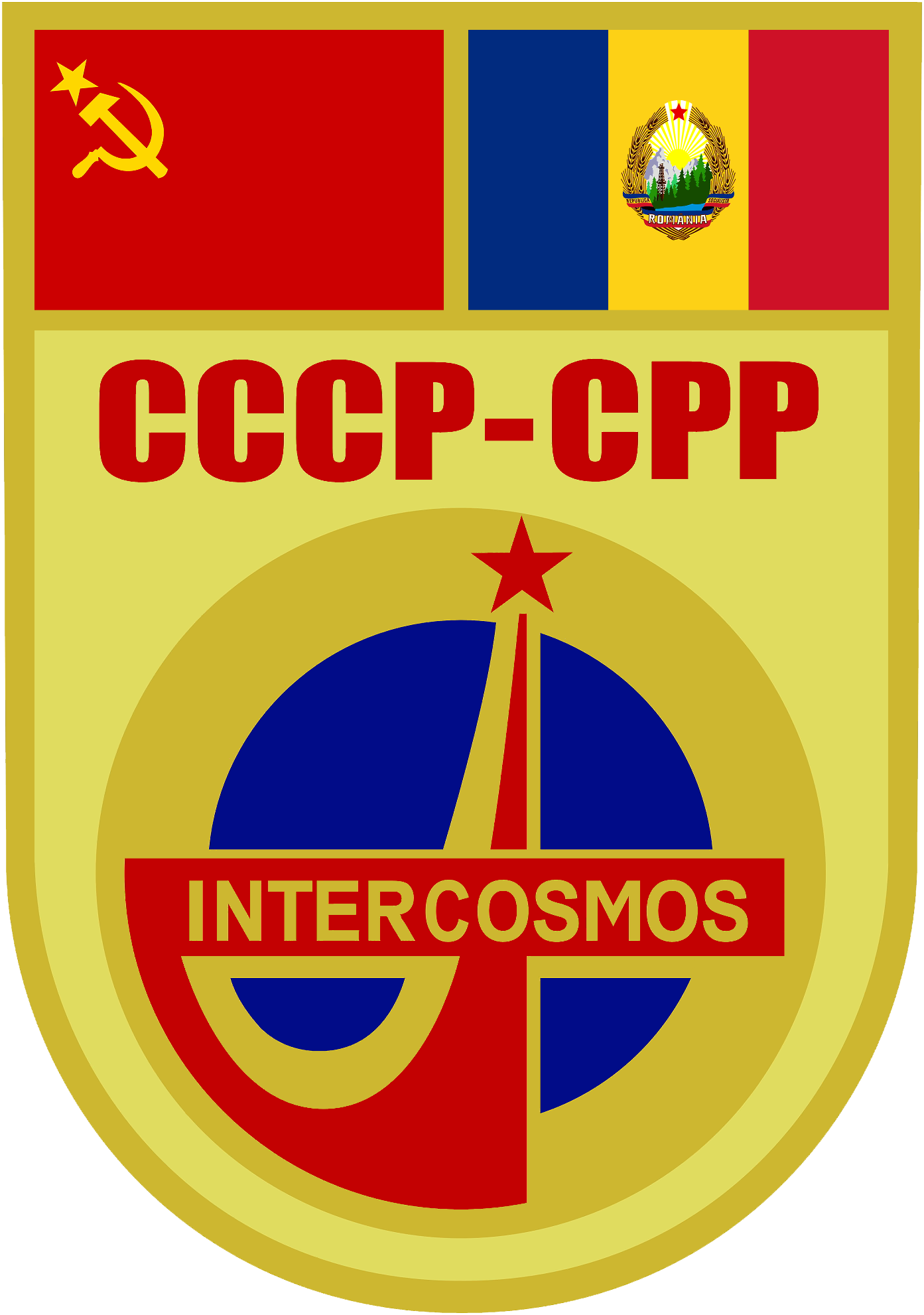
Programul Intercosmos româno-sovietic.

În mai 1977 au început să se facă selecționări pentru programul de zboruri cosmice Intercosmos , inițiat de către URSS și adresat țărilor aliate socialiste. Inițial, pentru detașamentul cosmonauților s-au oferit voluntar peste 150 de candidați, majoritatea fiind piloți de avioane supersonice și ingineri. Au rămas numai 17, dintre care la București au suportat trierea dură doar cinci. Doi dintre ei, până la urmă, au renunțat la ideea de a zbura în cosmos.
La data de 1 ianuarie 1978, au fost selecționați trei candidați ca membri ai grupului de pregătire a cosmonauților din cadrul Misiunii Spațiale Româno-Sovietice Intercosmos. Cei trei candidați erau ing. Dumitru Prunariu, ing. Cristian Guran și căpitanul ing. Mitică Dediu. Dumitru Dediu a afirmat că: „Nici nu-mi venea să cred, a fost ca o bombă”.
Ei au plecat la Moscova pentru a fi din nou evaluați. Dumitru Dediu era mai în vârstă față de ceilalți doi: cu 10 ani față de Prunariu și cu 9 față de Guran și după regulile militare era considerat drept favorit. După testele de la Moscova, Cristian Guran (foarte bine pregătit profesional) a fost eliminat din echipa de potențiali cosmonauți români din cauza unor problemelor ale aparatului vestibular.
În cele din urmă, la selecția finală aveau să fie aleși Prunariu și Dediu. „Condiția mea fizică, adică sportivă, lăsa de dorit. S-a îmbunătățit abia la ruși. Medical, trecuserăm de toate testele”, a afirmat Dumitru Prunariu. Dumitru Dediu, însă, chiar dacă nu avea cele mai bune performanțe la capitolul științific, excela fizic și medical.
Cei doi cosmonauți și-au început antrenamentul pentru marea provocare cosmică în România, aceasta efectuându-se pe durata unui an de zile. Cei doi au urmat o serie de cursuri de pregătire teoretică, urmate de diverse simulări de zbor. Au efectuat sute de ore de zbor pe avioane MIG 15. „Primele noțiuni ni le-am însușit la București, Poiana Brașov și Bacău, apoi am plecat, împreună cu Dorin (Dumitru Dorin Prunariu - n.n.), la centrul de pregătire aflat în apropierea Moscovei”, povestește el.
Una dintre calitățile pe care trebuie să le posede un cosmonaut este, în primul rând, încrederea în sine, dat fiind dificultatea și complexitatea programului de pregătire. „Trebuie să fie foarte tenace, căci pregătirea nu e deloc ușoară, trebuie să creadă că poate duce totul la bun sfârșit atunci când va avea posibilitatea de a zbura.”
Dumitru Dediu a fost pregătit împreună cu Dumitru Prunariu la Centrul de Pregătire a Cosmonauților „Iuri Gagarin” din Zviozdnîi Gorodok - Orașul Stelar (aflat în apropiere de Moscova) ca potențial „cosmonaut oaspete” în cadrul zborurilor de propagandă către stația spațială Saliut. A participat la aceste programe de pregătire până în luna mai a anului 1981.
Cosmonauții „oaspeți” proveneau din statele aliate ale Uniunii Sovietice. Cosmonauții români urmau să îndeplinească o misiune istorică în spațiul cosmic, la bordul navei spațiale “Soiuz-40” și în laboratorul spațial “Saliut-6”, eveniment care a avut loc în mai 1981.
„Trebuia să cunoaștem tipul de navă cosmică, toate componentele acesteia, materialele din care era alcătuită. Am făcut peste o sută de ore de zbor cu avioane de antrenament. Începusem zborurile în țară, cu avioane MIG 15, și le-am continuat în Uniunea Sovietică, cu avioane de aceeași capacitate. Fiecare dimineață începea, obligatoriu, cu o oră de sport, iar după micul dejun urmau cursurile și antrenamentele, în hangare speciale. Am învățat absolut tot ce era legat de nava cosmică cu care urma să zburăm. Are enorm de multe componente și trebuia să cunoaștem mașinăria la șurub. Am învățat mai departe și limba rusă, continuând ceea ce începusem în țară.” 
Înainte de zborul cosmic lui Dediu i s-a schimbat oficial prenumele din Mitică în Dumitru, iar referitor la Dumitru-Dorin Prunariu s-a decis ca în presă să apară doar cu prenumele Dumitru.

## Marea deziluzie

Cosmonauții de rezervă ai echipajului Soiuz 40: Dumitru Dediu și Iuri Romanenko.

Cu câteva zile înainte de decolarea navetei spațiale, s-a anunțat că Dumitru Prunariu avea să fie reprezentantul României pentru programul de zbor româno-sovietic. Dumitru Dediu a primit vestea cu resemnare, mai ales că aceasta a venit chiar în ziua lui de naștere: „Nu a fost ușor - recunoaște el - dar asta-i soarta, știam de la început că numai unul dintre noi va zbura”.
La 13 mai 1981 Dumitru Prunariu a fost confirmat în mod formal ca primul nominalizat în cadrul zborului spațial româno-sovietic. Comandant de echipaj a fost desemnat cosmonautul sovietic colonel Leonid Popov. Cosmonautul român Dumitru Dediu și cosmonautul sovietic Iuri Romanenko au fost numiți ca membri ai echipajului de rezervă.
Pe 14 mai 1981, Dumitru Prunariu și Leonid Popov au străpuns spațiul extraatmosferic la bordul navetei Soiuz-40. Era rândul României să participe la programul Intercosmos al Uniunii Sovietice de colaborare cu țările socialiste. Dumitru Prunariu a ajuns să urce la bordul rachetei în urma unei selecții dure. Timp de 7 zile, cosmonautul român a efectuat diferite experiențe științifice la bordul complexului orbital Saliut 6 - Soiuz 40, revenind pe pământ la 22 mai 1981. Zborul cosmic a durat 7 zile, 20 de ore, 41 de minute și 52 de secunde.
În cele 7 zile în care naveta Soiuz 40 explora Cosmosul, Dumitru Dediu a urmărit zborul cosmic la Centrul de urmărire a zborurilor de lângă Moscova: „Erau niște ecrane foarte mari, pe care am putut urmări tot zborul și toate activitățile care s-au desfășurat, mai puțin cele din partea nevăzută, căci nu putea fi urmărită întreaga orbită”. La 22 mai 1981, odată cu revenirea navetei spațiale pe Pământ, s-a încheiat și cariera de cosmonaut a lui Dumitru Dediu.
Deși n-a fost cel ales să efectueze zborul cosmic, Dumitru Dediu susține astăzi că, deși a făcut trei ani de pregătire intensă, nu s-a gândit niciodată să plece într-o altă țară, pentru a căuta o altă șansă de a zbura în Cosmos.

## Reîntoarcerea în România și activitatea sa ulterioară
Revenit în România în anul 1981, maiorul ing. Dumitru Dediu a mai pilotat câțiva ani, după care a lucrat ca ofițer la Comandamentul Aviației Militare. După Revoluția din decembrie 1989 a fost inginer de zbor la compania Romavia, care aparținea de Ministerul Apărării Naționale. S-a pensionat în anul 1997, cu gradul de comandor de aviație.
În România, lt. colonelul ing. Dumitru Dediu a colaborat într-un colectiv extins la elaborarea cărții "Istoria aviației române", apărută la Editura Științifică și Enciclopedică (București, 1984). Printre alți colaboratori la scrierea acestei cărți s-a numărat și căpitanul ing. Dumitru Prunariu.
A fost pasionat toată viața de zborurile aviatice. "Acum mi-a trecut vremea, dar cum am lucrat aproape o viață în domeniu, mă duc și acum la toate întrunirile care au loc pe această temă, suntem mai mulți pensionari care am înființat o uniune și ne mai întâlnim la Muzeul Militar". A rămas prieten cu Dumitru Prunariu (actualmente general-maior) și a continuat să se întâlnească cu el destul de des.
În ultima parte a vieții a locuit în București alături de soția sa, Veronica Dediu.
A fost înmormântat la 11 iulie 2013.

## Distincții
- Ordinul „Tudor Vladimirescu” clasa I (8 iunie 1981) „pentru activitatea deosebită desfășurată în cadrul programului de pregătire și realizare a primului zbor cosmic comun româno-sovietic”[7]